# 2020년 동계 청소년 올림픽
2020년 동계 청소년 올림픽(영어: 2020 Winter Youth Olympics, III Winter Youth Olympic Games, 프랑스어: Jeux olympiques de la jeunesse d'hiver de 2020, 독일어: Olympische Jugend-Winterspiele 2020, 이탈리아어: III Giochi olimpici giovanili invernali, 로만슈어: Gieus olimpics da giuvenils d'enviern 2020)은 2020년 1월 9일부터 1월 22일까지 스위스 로잔에서 개최된 제3회 동계 청소년 올림픽이다. 

## 개최지 선정
2014년 12월 5일에 2020년 동계 청소년 올림픽 입후보 도시가 확정되었다. 국제 올림픽 위원회(IOC)는 2015년 7월 31일 말레이시아 쿠알라룸푸르에서 열린 제128차 IOC 총회에서 로잔을 2020년 동계 청소년 올림픽 개최 도시로 선정했다. 
| 도시     | NOC      | 유효한 득표 수 |
| 로잔     | 스위스   | 71             |
| 브라쇼브 | 루마니아 | 10             |

### 입후보 도시
- 스위스
  - 로잔
- 루마니아
  - 브라쇼브

### 입후보를 포기한 도시
- 불가리아
  - 소피아
- 미국
  - 레이크플래시드

## 경기 종목
2020년 동계 청소년 올림픽에서 개최할 종목은 다음과 같다.
- 노르딕 복합
- 루지
- 바이애슬론
- 봅슬레이
- 쇼트트랙
- 스노보드
- 스켈레톤
- 스키 등산
- 스키점프
- 스피드스케이팅
- 아이스하키
- 알파인스키
- 컬링
- 크로스컨트리
- 프리스타일
- 피겨스케이팅

## 참가국
2020년 동계 청소년 올림픽 참가국은 79개국에 달하며 아래 목록은 적어도 한 명 이상의 선수가 참여한 국가를 나열해 놓았다. 괄호 안의 숫자는 참가 자격을 가진 선수의 수를 뜻한다. 알바니아, 아제르바이잔, 에콰도르, 아이티, 홍콩, 코소보, 파키스탄, 카타르, 싱가포르, 태국, 트리니다드 토바고, 투르크메니스탄 12개국은 이번 대회를 시작으로 동계 청소년 올림픽에 처음 참가했다.
- 알바니아 (1)
- 안도라 (3)
- 아르헨티나 (16)
- 아르메니아 (1)
- 오스트레일리아 (33)
- 오스트리아 (63)
- 아제르바이잔 (1)
- 벨라루스 (19)
- 벨기에 (9)
- 보스니아 헤르체고비나 (9)
- 브라질 (12)
- 불가리아 (18)
- 캐나다 (78)
- 칠레 (8)
- 중화인민공화국 (53)
- 콜롬비아 (2)
- 크로아티아 (10)
- 키프로스 (1)
- 체코 (74)
- 덴마크 (26)
- 에콰도르 (1)
- 에스토니아 (25)
- 핀란드 (52)
- 프랑스 (61)
- 조지아 (10)
- 독일 (90)
- 영국 (28)
- 그리스 (12)
- 아이티 (1)
- 홍콩 (4)
- 헝가리 (23)
- 아이슬란드 (4)
- 이란 (6)
- 아일랜드 (2)
- 이스라엘 (3)
- 이탈리아 (67)
- 일본 (72)
- 카자흐스탄 (26)
- 코소보 (2)
- 키르기스스탄 (2)
- 라트비아 (30)
- 레바논 (3)
- 리히텐슈타인 (5)
- 리투아니아 (15)
- 룩셈부르크 (4)
- 말레이시아 (2)
- 멕시코 (7)
- 몰도바 (5)
- 몽골 (6)
- 몬테네그로 (2)
- 네덜란드 (15)
- 뉴질랜드 (20)
- 북마케도니아 (5)
- 노르웨이 (55)
- 파키스탄 (1)
- 필리핀 (2)
- 폴란드 (45)
- 포르투갈 (2)
- 카타르 (1)
- 루마니아 (35)
- 러시아 (106)
- 산마리노 (1)
- 세르비아 (6)
- 싱가포르 (3)
- 슬로바키아 (49)
- 슬로베니아 (39)
- 남아프리카 공화국 (2)
- 대한민국 (40) (차기 개최국)
- 스페인 (24)
- 스웨덴 (51)
- 스위스 (112) (개최국)
- 중화 타이베이 (14)
- 태국 (5)
- 트리니다드 토바고 (1)
- 튀르키예 (14)
- 투르크메니스탄 (1)
- 우크라이나 (39)
- 미국 (96)
- 우즈베키스탄 (1)

## 메달 집계
| 순위 | 국가       | 금메달 | 은메달 | 동메달 | 합계 |
| ---- | ---------- | ------ | ------ | ------ | ---- |
| 1    | 러시아     | 10     | 11     | 8      | 29   |
| 2    | 스위스     | 10     | 6      | 8      | 24   |
| 3    | 일본       | 9      | 7      | 1      | 17   |
| –    | 혼합팀*    | 6      | 6      | 6      | 18   |
| 4    | 스웨덴     | 6      | 4      | 7      | 17   |
| 5    | 오스트리아 | 6      | 2      | 5      | 13   |
| 6    | 독일       | 5      | 7      | 6      | 18   |
| 7    | 대한민국   | 5      | 3      | 0      | 8    |
| 8    | 노르웨이   | 4      | 2      | 3      | 9    |
| 9    | 중국       | 3      | 3      | 4      | 10   |
| 10   | 프랑스     | 2      | 5      | 5      | 12   |

## 방송
- 대한민국 - KBS 1TV, KBS 2TV, KBS 24시 뉴스, MBC TV, SBS TV, SBS 모바일 24
- 미국 - NBC
- 영국 - BBC
- 일본 - NHK
- 중화인민공화국 - CCTV